# Deutsche Fechtmeisterschaften 1920
Die Deutschen Fechtmeisterschaften 1920 fanden in Frankfurt am Main statt. Es waren die ersten Deutschen Fechtmeisterschaften nach dem Ersten Weltkrieg. Bei den Einzelmeisterschaften wurden Wettbewerbe im Herrenflorett, Herrendegen und Herrensäbel ausgetragen, Mannschaftswettbewerbe gab es im Herrendegen und Herrensäbel. Damenwettbewerbe wurden erst 1923 eingeführt. Die Meisterschaften wurden vom Deutschen Fechter-Bund organisiert.

## Herren

### Florett (Einzel)
| Platz | Sportler            | Verein              |
| ----- | ------------------- | ------------------- |
| 1     | Emil Schön          | Hermannia Frankfurt |
| 2     | Erwin Casmir        | Berliner FC         |
| 3     | Franz August Müller | Hermannia Frankfurt |

### Degen (Einzel)
| Platz | Sportler     | Verein              |
| ----- | ------------ | ------------------- |
| 1     | Fritz Jack   | Hermannia Frankfurt |
| 2     | Erwin Casmir | Berliner FC         |
| 3     | Emil Schön   | Hermannia Frankfurt |

### Degen (Mannschaft)
| Platz | Verein              | Sportler                                       |
| ----- | ------------------- | ---------------------------------------------- |
| 1     | FC Offenbach        | Julius Lichtenfels Hans Halberstadt Zimmermann |
| 2     | Hermannia Frankfurt |                                                |
| 3     | Berliner FC         | Erwin Casmir Robert Sommer Herbert Hoops       |

### Säbel (Einzel)
| Platz | Sportler           | Verein              |
| ----- | ------------------ | ------------------- |
| 1     | Erwin Casmir       | Hermannia Frankfurt |
| 2     | Hans Halberstadt   | Fechtclub Offenbach |
| 3     | Julius Lichtenfels | Fechtclub Offenbach |

### Säbel (Mannschaft)
| Platz | Verein              | Sportler                                       |
| ----- | ------------------- | ---------------------------------------------- |
| 1     | Berliner FC         | Erwin Casmir Robert Sommer Hoops Sen.          |
| 2     | Fechtclub Offenbach | Julius Lichtenfels Hans Halberstadt Zimmermann |
| 3     | Hermannia Frankfurt | Franz August Müller Fritz Jack Emil Schön      |